# Исаке (футболист, 2007)
Иса́ке Севери́но Си́лва (порт.-браз. Isaque Severino Silva; родился 24 февраля 2007) — бразильский футболист, атакующий полузащитник клуба «Флуминенсе».

## Клубная карьера
Уроженец Сан-Карлуса (штат Сан-Паулу), Исаке является воспитанником футбольной академии клуба «Флуминенсе», за которую выступал с десяти лет. В мае 2023 года подписал свой первый профессиональный контракт с клубом. В основном составе «трёхцветных» дебютировал 5 декабря 2024 года в матче бразильской Серии A против клуба «Куяба», выйдя на замену Джону Ариасу.